# آلبالوی دانه‌ریز فراتی
آلبالوی دانه‌ریز فراتی (نام علمی: Cerasus microcarpa subsp. tortuosa) نام یک گونه از سرده پرونوس استنام یکی از گونه‌های زیرسرده گیلاس (زیرسرده) است. این زیرسرده در ایران ۹ گونه درخت و درختچه دارد که اکثراً در مناطق کوهستانی و صخره‌ای پراکنده‌اند.